# Leucostase
Le syndrome de leucostase, ou syndrome leucostatique, désigne l'accumulation anormale de globules blancs dans les vaisseaux capillaires sanguins. Cet amas y bloque la circulation par la formation de thrombi blancs (caillots). 
C'est en principe la conséquence d'une hyperleucocytose (augmentation du taux de globules blancs dans le sang) très importante (souvent au-delà de 100 000 globules blancs par mm3 de sang), elle-même le plus souvent causée par une leucémie hyperleucocytaire. 

## Symptômes
La leucostase peut entraîner de graves dysfonctionnements de certains organes comme le cerveau, les poumons, le foie ou les reins. 
Le tableau clinique est principalement neurologique et respiratoire, :
- détresse respiratoire (difficulté respiratoire avec accélération de la ventilation) avec hypoxémie (diminution de la quantité d'oxygène dans le sang), d'apparition et aggravation rapide ;
- épanchement pleural (présence de liquide dans la plèvre), infiltrats interstitiels diffus (opacités floconneuses « pommelées » à la radiographie de thorax) ;
- troubles de la vigilance (pouvant aller jusqu'au coma), convulsions, baisse de l'acuité visuelle (signes d'hyperviscosité au fond d'œil : exsudats rétiniens, œdème papillaire) ;
- fièvre.

La personne atteinte a souvent la peau plus pâle qu'à l'habitude. 

### Complications
Des complications existent comme l'hémorragie alvéolaire ou l'encéphalopathie.

## Étiologie
La leucostase est causée par la surabondance générale de globules blancs dans le sang (hyperleucocytose). Il s'agit d'un taux anormalement élevé (> 100 000 par millimètre cube de sang) comparé à une réponse classique du système immunitaire. 
Cet excès est le plus souvent causé par une leucémie hyperleucocytaire, mais peut également être provoqué par un traitement hématologique, la prise d'une greffe de moelle osseuse, le syndrome paranéoplasique (conséquences indirectes rares d'un cancer), ou d'autres facteurs. 

## Traitement
Il convient généralement de porter assistance médicale dans un premier temps (stabilisation), et de soigner l'hyperleucocytose et sa cause. 
Il faut commencer par le traitement d'urgence qui consiste à hyperhydrater le malade afin d'éviter les complications thrombotiques de la leucostase.
Dans le cas d'une leucémie, la chimiothérapie sera nécessaire en urgence, et si le taux de globules blancs est supérieur à 100 000/mm3, il est possible de procéder en urgence à une leucaphérèse (prélèvement extra-corporel des leucocytes). Dans certains cas, une corticothérapie sera nécessaire (diminuerait l'œdème cérébral). 
Pour stabiliser l'état du patient, il est parfois nécessaire de le placer sous oxygénothérapie ou ventilation assistée, en cas de troubles de conscience majeurs ou d'hypoxie décompensée.
La leucostase contre indique la transfusion de concentré de globule rouge, qui risque d'aggraver le tableau.